# Charles Dullin
Charles Edouard François Marie Dullin (* 12. Mai 1885 in Yenne; † 11. Dezember 1949 in Paris) war ein französischer Schauspieler, Regisseur und Theaterleiter.

## Leben
Dullin wurde von Jacques Copeau 1913 an sein neu gegründetes Théâtre du Vieux-Colombier verpflichtet. Er arbeitete später mit einer eigenen Theatertruppe, bevor er 1921 in Paris das Théâtre de l'Atelier gründete, an dem er u. a. die Dramen Luigi Pirandellos inszenierte. 1927 schloss er sein Theater mit den Häusern Louis Jouvets, Gaston Batys und Georges Pitoëffs zur Assoziation Cartel des Quartres (auch Le Cartel) zusammen, die in den 1930er Jahren bedeutenden Einfluss in der Pariser Theaterszene hatte. Daneben trat Dullin auch als Filmschauspieler hervor.

## Filmografie (Auswahl)
- 1920: Le secret de Rosette Lambert – Regie: Raymond Bernard
- 1921: L'homme qui vendit son âme au diable – Regie: Pierre Caron
- 1921: Les trois mousquetaires – Regie: Henri Diamant-Berger
- 1922: Âmes d'orient – Regie: Léon Poirier
- 1924: Das Wunder der Wölfe (Le miracle des loups) – Regie: Raymond Bernard
- 1926: Der Schachspieler (Le joueur d'échecs) – Regie: Raymond Bernard
- 1928: Maldone – Regie: Jean Grémillon
- 1929: Cagliostro
- 1930: Vagabonds imaginaires – Regie: Alfred Chaumel
- 1934: Die Verdammten (Les misérables) – Regie: Raymond Bernard
- 1937: Mademoiselle Docteur – Regie: Georg Wilhelm Pabst
- 1937: L'affaire du courrier de Lyon – Regie: Claude Autant-Lara, Maurice Lehmann
- 1938/41: Der betrogene Betrüger (Volpone) – Regie: Maurice Tourneur
- 1941: Le briseur de chaînes – Regie: Jacques Daniel-Norman
- 1947: Das Spiel ist aus (Les jeux sont faits) – Regie: Jean Delannoy
- 1947: Unter falschem Verdacht (Quai des Orfèvres) – Regie: Henri-Georges Clouzot